# Yakovlev Yak-11
Le Yakovlev Yak-11 (désignation OTAN Moose) est un avion d'entraînement utilisé par l'armée de l'air soviétique et dans les pays d'Europe de l'Est entre 1947 et les années 1960.

## Histoire
La conception du Yak-11 fut largement inspirée par le chasseur Yak-3 dont il reprenait une grande partie de la cellule pour y adapter un moteur en étoile, à l'instar de l'expérience fort réussie du Ki-100 réalisé à partir de celle du Ki-61. Il devint l'avion d'entraînement le plus utilisé par l'armée de l'air soviétique et fut souvent comparé au T-6 Texan par l'importance de son emploi mais n'a clairement rien à voir avec ce dernier côté performances. Le premier prototype vola le 10 novembre 1945 et entra en service en 1946. Au total 3 859 exemplaires furent produits entre 1947 et 1956. À partir de 1953, 707 exemplaires furent également produits par la Tchécoslovaquie sous la désignation LET C-11. Les Yak-11 et C-11 furent utilisés par toutes les nations membres du pacte de Varsovie, ainsi que dans de nombreux pays d'Afrique, du Moyen-Orient et d'Asie (Afghanistan, Albanie, Algérie, Autriche, Bulgarie, Chine, Tchécoslovaquie, RDA, Égypte, Irak, Hongrie, Pologne, Corée du Nord, Roumanie, Somalie, Union soviétique, Mali, Syrie, Viêt Nam, Yémen).
En 1958, le Yak-11 devait être remplacé par le Yak-11U pour l'entraînement aux avions à réacteur. Toutefois, la version U ne fut produite qu'à un très petit nombre et le Yak-11 resta en service jusqu'en 1962 [réf. nécessaire].
Grâce à sa ressemblance avec le Yak-3, le Yak-11 a récemment vu sa popularité grandir parmi les passionnés d'avions militaires. Sa petite aile et la possibilité de l'équiper avec un moteur américain lui permettent de figurer parmi les avions les plus rapides des courses de Reno (Nevada). Moins de 20 exemplaires sont toujours en état de vol dans monde.

## Description
- Fabrication mixte métal/entoilage (partie arrière du fuselage et commandes de vol)
- Moteur ASh-21 7 cylindres en étoile refroidi par air dérivé du ASh-82 14 cylindres
- Train d'atterrissage rétractable sous les ailes avec roulette de queue non rétractable.

## Opérateurs
Afghanistan
- Force aérienne afghane - 14 avions

 Albanie
- Armée de l'air de l'Albanie - 4 avions

 Algérie
- Armée de l'air algérienne

 Angola
- Force aérienne nationale angolaise

 Autriche
- Force aérienne autrichienne : 4 de 1955 a 1965[1]

 Bulgarie
- Force aérienne bulgare

 Chine
- Force aérienne chinoise

 Tchécoslovaquie
- Yak-11 est-allemandForce aérienne Tchécoslovaque

 Allemagne de l'Est

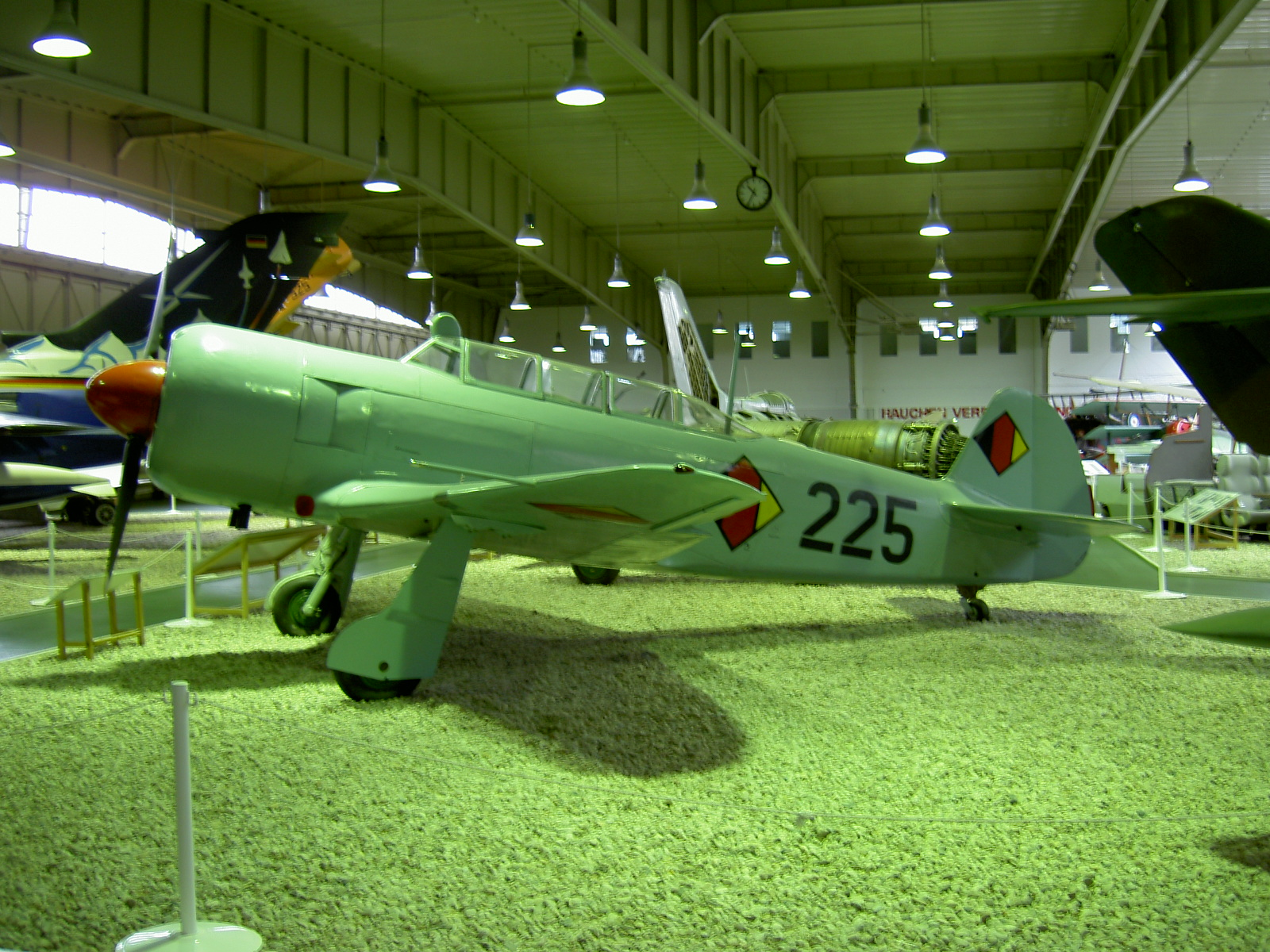
Yak-11 est-allemand

- Force aérienne de l'armée populaire nationale : ~ 100 de 1953 à 1962[2]

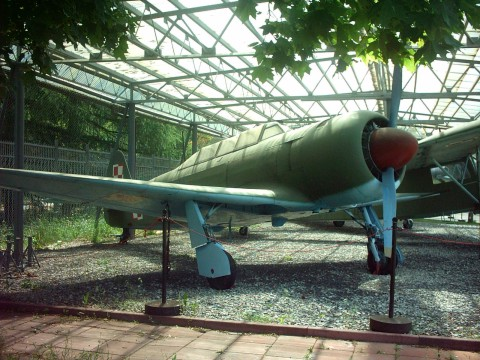
Yak-11 de l'armée de l'air polonaise.

 Égypte
- Armée de l'air égyptienne

 Irak
- Force aérienne irakienne

 Hongrie
- Force aérienne de Hongrie

 Mongolie
- Armée Populaire de Mongolie

 Corée du Nord
- Yak-11 de l'armée de l'air polonaise.Force aérienne populaire de Corée

 Pologne
- Force aérienne de la République polonaise - 101 Yak-11 soviétique et 37 C-11 sous licences

 Roumanie
- Force aérienne roumaine 90

 Somalie
- Force aérienne somalienne

 Union soviétique
- Forces aériennes soviétiques
- DOSAAF

 Syrie
- Armée de l'air syrienne

 Viêt Nam
- Force aérienne populaire vietnamienne

 Yémen
- Force aérienne yéménite

### Développement lié
- Yakovlev Yak-3

### Aéronefs comparables
- T-6 Texan
- PZL TS-8 Bies